# جان هدلی بروک
جان هدلی بروک (انگلیسی: John Hedley Brooke; ۲۰ مهٔ ۱۹۴۴ – ) مربی (دانشگاه) متخصص در تاریخ دانش به خصوص در مورد رابطه علم و دین اهل بریتانیا بود.